# فهرست موزه‌های شیراز
موزه‌های شهر شیراز، مرکز استان فارس ایران:

## موزه پارس
موزه پارس موزه‌ای است واقع در باغ نظر شیراز که در آن اشیایی از دوران پیش و پس از اسلام نگهداری می‌گردد. این موزه در سال ۱۳۱۵ خورشیدی بنیاد شده‌است. آرامگاه کریم خان زند که مربوط به دوره زند است در این مکان قرار دارد. موزه پارس در شیراز، خیابان زند، باغ نظر، نزدیک ارگ کریمخان واقع شده و این اثر در تاریخ ۱۵ آذر ۱۳۱۴ با شمارهٔ ثبت ۲۴۴ به‌عنوان یکی از آثار ملی ایران به ثبت رسیده‌است.

## موزه قاجار
موزه قاجار که در عمارت تاریخی نصیرالملک راه اندازی شده، به آثاری از دوره قاجار اختصاص دارد. این آثار گونه‌های متنوعی از کاسه‌های چینی منقوش، جعبه‌های لاکی، مرقـّعات (نامه‌های) خطی، پوشاک سنتی، قاب‌های آینه، جلد کتاب و ظروف فلزی و… را در برمی گیرد.

## موزه نارنجستان قوام
این موزه که در عمارت نارنجستان قوام واقع است، قسمتی از مجموعه قوامی شیراز است که بین سال‌های ۱۲۵۷ و۱۲۶۷ هـ. ق مقارن با حکومت ناصرالدین شاه قاجار به دستور علی محمد خان قوام ساخته و به عنوان دارالحکومه یا محل انجام امور سیاسی، نظامی و دیدار با نمایندگان دولتهای خارجی مورد استفاده بوده و توسط هنرمندان شیرازی با استفاده از هنرهایی از قبیل معرق کاری، حجاری، گچ بری، مقرنس کاری و … ساخته و یکی از زیباترین عمارت‌های دوره قاجار به حساب می‌آید.
نارنجستان قوام در سال ۱۳۴۵هـ. ش به دانشگاه شیراز اهداء و در حال حاضر طبقه تحتانی آن به عنوان موزه، محل نگهداری و نمایش آثار تاریخی، سکه و نسخ خطی و همچنین محل برگزاری نمایشگاه‌های نگارگری و کاشی هفت رنگ اصیل شیرازی و موزه سازهای ایرانی می‌باشد. کیفیت معماری، آجرکاری و کاشی کاری بدنه‌ها، حجاری‌های ازاره، کارهای چوبی، آینه کاری‌ها، شیشه کاری‌ها، گچبری‌ها، نقاشی‌ها و دیگر تزئیناتی که در این بنا به کار رفته، این ساختمان را به صورت موزه هنرهای عصر خود در شیراز درآورده است.
در یازدهمین آئین انتخاب موزه‌های برتر کشور که در سال خرداد ۱۳۹۷ به همت کمیته ملی موزه‌های ایران (ICOM) به مناسبت روز جهانی موزه در تهران برگزار گردید؛ موزه نارنجستان دانشگاه شیراز از میان ۹۵ موزه شرکت کننده، در شاخص ''بازديد از موزه '' موفق به کسب رتبه موزه برتر سال ۹۶ کشور و تنها موزه برگزیده از استان فارس شهر شیراز انتخاب شد.

## موزه نظامی عفیف‌آباد
موزه نظامی در عمارت تاریخی عفیف‌آباد به وسیله سازمان عقیدتی سیاسی ارتش جمهوری اسلامی ایران در سال ۱۳۷۰ افتتاح شد. این موزه سیرتحول سلاح‌های سرد و گرم شامل سلاح‌های خود کار و نیمه خودکار، شمشیر، نیزه، خنجر، کلاهخود، زره، تفنگ‌های سرپر و شکاری و انواع مسلسل و… از دوره صفویه تا انقلاب اسلامی را به نمایش گذاشته‌است. از جمله آثار قابل توجه می‌توان به تفنگ تک لول فتحعلی شاه قاجار، تفنگ دولول ناصرالدین شاه، تفنگ موزر اهدایی امپراتور آلمان به مظفر الدین شاه و تفنگ موزر اهدایی دولت فرانسه به مظفرالدین شاه، مسلسل رئیسعلی دلواری و مجموعه تفنگ‌های میرزا کوچک خان جنگلی و یارانش اشاره کرد. در فضای باز این باغ نیز توپ‌های ساخت ایران از دوره‌های مختلف به نمایش درآمده‌است.

## موزه سنگ‌های تاریخی هفت تنان
موزه سنگ در تکیه هفت تنان از بناهای کریم خان زند، در دامنه کوه تخت ضرابی (کوه چهل مقام) قرارگرفته‌است. از دیدنی‌های این عمارت تالاری است که سقف آن بر دو ستون بزرگ یکپارچه استوار شده و در طاقچه‌های بالایی آن، پنج مجلس روی گچ نقاشی شده و از شاهکارهای نقاشی دوران زندیه محسوب می‌شود. این مجموعه در سال‌های ۱۳۳۶ و ۱۳۳۷ شمسی توسط نقاش و هنرمند شادروان «محمد باقرجهان میری» تعمیر و تجدید شد. این پنج مجلس به ترتیب عبارت اند از: درویشی با تبرزین و کشکول، نقش حضرت موسی در حال شبانی، منظره شیخ صنعان و دختر ترسا، نقش حضرت ابراهیم، و نقش درویش جوان. سنگ‌های موجود در این موزه متعلق به سده‌های سوم تا یازدهم هـ. ق است که با انواع خطوط کوفی، ثلث، نستعلیق دیوانی، توقیع، تعلیق- نسخ و… به طرز زیبایی تزیین شده‌است.

## موزه مشاهیر فارس
خانه زینت‌الملک یکی از آثار به جای مانده از دوره قاجار است که ساخت آن در حدود سال ۱۲۹۰ ه‍.ق توسط علی محمد خان قوام الملک دوم آغاز و در سال ۱۳۰۲ ه‍.ق به اتمام رسیده‌است. این خانه به دلیل سکونت خانم زینت الملک قوامی، دختر قوام الملک چهارم، به این نام معروف است. سقف بیشتر اتاق‌های این خانه چوبی است که با نقاشی تصاویر گوناگونی از حیوانات، پرندگان و گل و بوته آراسته شده‌است. در زیر زمین این خانه زیبا موزه معروف به «مادام توسو شیراز» قراردارد که علاقمندان می‌توانند از مجسمه‌های شخصیتهای برجسته شیراز از جمله خانم زینت الملوک قوامی دیدن فرمایند. در زیرزمین این بنا موزه مشاهیر فارس همراه با مجسمه‌های مشاهیر فارس برپا شده‌است.

## موزه شاهچراغ
موزه شاهچراغ در صحن حرم شاهچراغ و در دو طبقه بنا شده‌است. از اشیای تاریخی موجود در این موزه می‌توان به قرآن‌های نفیس، اشیای فلزی و سفالی، درب‌های نقره و میناکاری‌ها اشاره کرد. موزه شاهچراغ بیشتر از آثار وقفی مردم به این آستان تشکیل شده‌است.

## موزه تاریخ طبیعی دانشگاه شیراز
موزه تاریخ طبیعی در اسفند ۱۳۵۳ تأسیس شد، و در اسفند ۱۳۵۹به ساختمان کنونی انتقال یافت. در بخش جانورشناسی موزه ۲۵۰۰ نمونه از بی مهرگان و در قسمت مهره داران، دوزیستان و خزندگان و پرندگان، انواع گوناگون آن‌ها جمع‌آوری شده‌است. در بخش گیاهان زینتی و دارویی بیش از ۶۰ گونه گیاه دارویی، در بخش زمین‌شناسی فسیل ماهی با عمر۷۰ میلیون سال، کانی‌های زینتی، انواع سنگ‌ها و فسیل‌ها قرار دارد. این موزه همچنین دارای بخش آناتومی، تکنولوژی، هنر، کارگاه فنی و تاکسیدرمی و بخش سمعی و بصری و کتابخانه است.

## موزه نظامی باغ عفیف‌آباد
باغ عفیف آباد از آثار تاریخی شهر شیراز است. این باغ در محله عفیف آباد در بلوار ستارخان شیراز جای گرفته‌است و هم‌اکنون در اختیار ارتش قرار دارد و یکی از بزرگ‌ترین موزه‌های سلاح خاورمیانه در آن وجود دارد. این باغ از املاک شخصی ایل ذوالقدر، حاکم فارس در زمان صفویه بوده‌است. باغ عفیف آباد نمونهٔ کاملی از هنر گل‌کاری ایرانی است. سازنده عمارت باغ، میرزا علی محمدخان قوام الملک دوم است که در سال ۱۲۸۴ ه‍.ق آن را احداث نمود. این باغ در عفیف آباد که یکی از مناطق اعیان‌نشین شیراز است جای دارد و مجموعه در سال ۱۸۶۳ میلادی ساخته شد. این مجموعه شامل یک کاخ سلطنتی، موزه سلاح‌های قدیمی و یک باغ ایرانی است که همگی برای بازدید همگانی فراهم هستند. این مجموعه با شماره ۹۱۳ و در سال ۱۳۵۱ در فهرست آثار ملی ایران به ثبت رسیده‌است.

## موزه آب
آب‌انبار وکیل آب‌انباری مربوط به دوره زندیه در شیراز است. این بنا در ضلع غربی مسجد وکیل شیراز واقع شده و هم‌زمان با مسجد در حدود سال ۱۱۸۰ ه‍.ق توسط کریم خان زند ساخته شد. بنای آب انبار دارای راه پله، مخزنی مربع مستطیل، بادگیر و پوشش طاقی است. در سال ۱۳۹۵ موزه آب شیراز در این بنا افتتاح شد.

## موزه هنرهای تجسمی
خانه فروغ‌الملک قوامی مربوط به دوره قاجار است و در شیراز، نزدیک بقعه بی بی دختران واقع شده و این اثر در تاریخ ۳۰ خرداد ۱۳۷۷ با شمارهٔ ثبت ۲۰۴۰ به‌عنوان یکی از آثار ملی ایران به ثبت رسیده‌است. موزه هنرهای تجسمی شیراز در این خانه قرار دارد. در این موزه، آثار ارزشمندی در قالب نقاشی، عکاسی، خوشنویسی، نقش برجسته و… به نمایش گذاشته شده‌است.

## موزه مردم‌شناسی (گرمابه)
حمام وکیل در دورهٔ زندیه به‌دست کریم خان زند ساخته شد. این حمام در خیابان لطفعلی‌خان زند و در کانون شهر شیراز و نزدیک دیگر بناهای زمان زندیان، همچون بازار وکیل و مسجد وکیل جای دارد. از بخش‌های نگریستنیِ این حمام، بخشی به نام شاه‌نشین است که ویژهٔ شاه بوده‌است. این بنا با شمارهٔ ۹۱۷ در فهرست آثار ملی ایران ثبت و نگاشته شده‌است. موزه مردم‌شناسی (گرمابه) شیراز در این بنا قرار دارد.

## موزه لباس‌های سنتی و آیینی
خانه صالحی (موزه لباس‌های سنتی و آئینی ایران) از خانه‌های دوره قاجاریه در شیراز می‌باشد که در ضلع جنوبی مسجد شهدا و در ابتدای کوچه هفت پیچ واقع شده‌است. از عناصر معماری این خانه می‌توان به اتاق‌های سه دری و پنج دری همراه با تزئینات گره چینی، گچ‌کاری و سقف‌های چوبی اشاره کرد.

## موزه هنرهای اسلامی
منزل منطقی نژاد مربوط به دوره قاجار است و در شیراز، خیابان احمدی ـ کوچه پشت مسجد نو واقع شده و این اثر در تاریخ ۱۸ اردیبهشت ۱۳۵۲ با شمارهٔ ثبت ۱۴۹۰ به‌عنوان یکی از آثار ملی ایران به ثبت رسیده‌است. این خانه دیدنی که در زمان حال موزه هنرهای اسلامی را در خود جای داده، در محله قدیمی این شهر تاریخی واقع شده‌است. تزیینات داخلی این خانه شامل پنجره‌های چوبی با شیشه‌های رنگارنگ، طاق‌های کنده کاری شده و گچ بری‌های زیبا است. در بخش جنوبی این عمارت تاریخی، شاه نشین با آینه کاری‌های دیدنی وجود دارد و در این بخش از بنا، بادگیرها و نقاشی‌های زیبایی در سقف به مانند طرح‌های گل و بوته، چهره زنان و تصاویری از کاخ‌های اروپایی به چشم می‌آیند. بخش شرقی و غربی ساختمان، دارای اتاق‌های متعدد و همچنین اندرونی زیبا می‌باشد. در خانه منطقی نژاد یکی از چشمگیرترین آینه سراهای ایران زمین دیده می‌شود که هر ساله مخاطبان بسیاری را به دیدن خود دعوت می‌کند. عمارت منطقی نژاد شیراز که نام دیگر آن خانه هنر است، در سال ۱۳۸۳ مرمت و بازسازی شد و در سال ۱۳۸۴ به موزه موسیقی تبدیل شد.

## باغ‌موزه دفاع مقدس
از سال ۱۳۸۷ عملیات عمرانی ساخت باغ‌موزه دفاع مقدس استان فارس در شیراز آغاز و کار تکمیل گالری این ساختمان تا سال ۹۰ انجام شد.

## باغ‌موزه سنگ‌های مینیاتوری
باغ موزه سنگ‌های مینیاتوری با هدف معرفی بناهای شاخص استان فارس شامل ۱۷ اثر نظیر حرم شاهچراغ، مسجد وکیل و مسجد جامع شیراز، مقبره بی بی دخترون، آرامگاه حافظیه، سعدیه، مقبره کوروش، دروازه ملل، کاخ اردشیر ساسانی در بلوار چمران قرار دارد.

## موزه سنگ و گوهر دریای نور
موزه سنگ و گوهر دریای نور در طبقه همکف ساختمان اصلی باغ ارم قرار دارد. این موزه بیش از ۱۴۰ نوع گوهر و سنگ‌های قیمتی و نیمه قیمتی را به نمایش گذاشته‌است. برخی از این سنگ‌ها و گوهرها بسیار کمیاب هستند؛ از سنگ‌های قیمتی این مجموعه می‌توان نمونه‌های زیبایی از کهربا، الماس، یاقوت و زمرد را دید. از بین سنگ‌های نیمه قیمتی نیز فیروزه، عقیق و جاسپر به نمایش گذاشته‌اند.